# Faridpur
För andra betydelser, se Faridpur (olika betydelser).

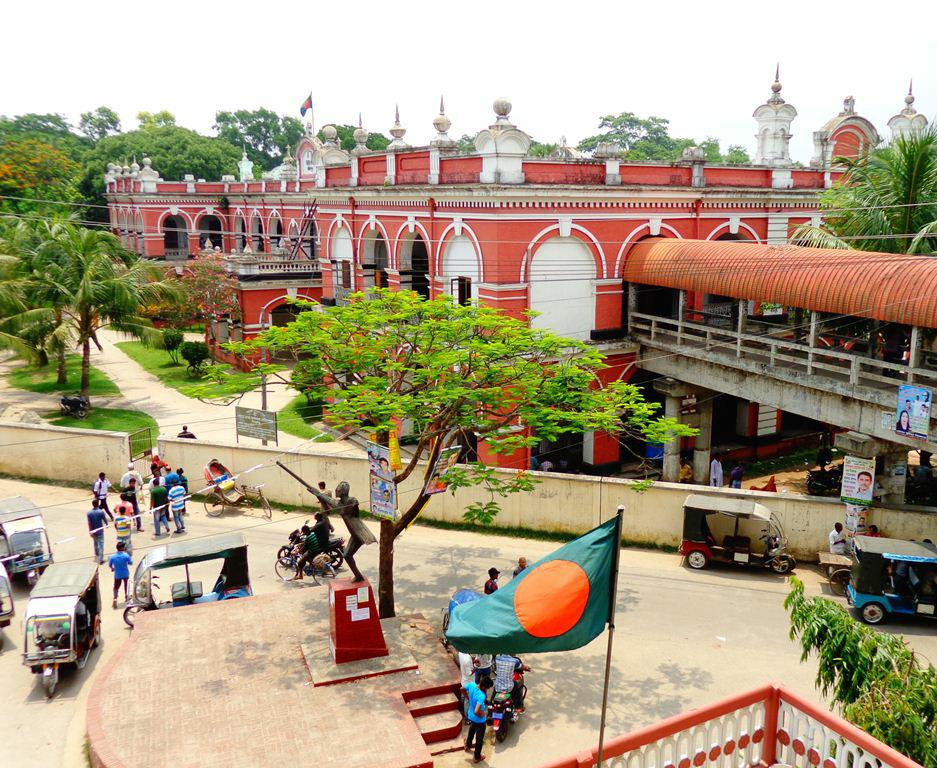
Domstolsbyggnad i Faridpur.

Faridpur är en stad i centrala Bangladesh och ligger i provinsen Dhaka. Den är belägen vid Padma, en av floden Ganges mynningsarmar, och är administrativ huvudort för distriktet Faridpur. Folkmängden uppgick till 121 632 invånare vid folkräkningen 2011, med förorter 122 425 invånare. Stadens namn härrör från en religiös ledare, Shah Farid, som på 1100-talet verkade och begravdes på platsen. Faridpur blev en egen kommun 1869.